# Mara Cunningham
Mara Lynn Cunningham (Appleton, 20 maggio 1973) è un'ex cestista statunitense, professionista nella ABL.